# Oekraïne op het Eurovisiesongfestival 2004

Oekraïne nam deel aan het Eurovisiesongfestival 2004 in Istanbul, Turkije. Het was de tweede deelname van het land op het Eurovisiesongfestival. De NTU was verantwoordelijk voor de Oekraïense bijdrage voor de editie van 2004.

## Selectieprocedure
Men hield een interne selectie voor de tweede kandidaat die het land zou vertegenwoordigen op het festival. Men koos voor Ruslana met het lied Wild dances.

## In Istanbul
In Turkije moest Oekraïne optreden als elfde in de halve finale, na Griekenland en voor Litouwen. Op het einde van de avond bleek dat Ruslana op de tweede plaats was geëindigd met 256 punten, wat ruimschoots genoeg was om de finale te halen.
Men ontving 4 keer het maximum van de punten.
België en Nederland hadden respectievelijk 8 en 7 punten over voor deze inzending.
In de finale moest men optreden als tiende, na Albanië en voor Kroatië. Op het einde van de avond bleek dat Ruslana op de eerste plaats was geëindigd met 280 punten, wat ruimschoots genoeg was voor de eerste en enige overwinning van het land.
Men ontving 8 keer het maximum van de punten.
België en Nederland hadden respectievelijk 5 en 7 punten over voor deze inzending.

### Gekregen punten

#### Halve Finale
| 12 punten                                     | 10 punten                                                         | 8 punten                                                                                            | 7 punten                                                                                       | 6 punten                          |
| --------------------------------------------- | ----------------------------------------------------------------- | --------------------------------------------------------------------------------------------------- | ---------------------------------------------------------------------------------------------- | --------------------------------- |
| - Estland - Litouwen - Portugal - Wit-Rusland | - Andorra - Ierland - IJsland - Israël - Letland - Malta - Spanje | - België - Cyprus - Finland - Kroatië - Noord-Macedonië - Servië en Montenegro - Slovenië - Turkije | - Bosnië en Herzegovina - Griekenland - Nederland - Noorwegen - Roemenië - Verenigd Koninkrijk | - Denemarken - Duitsland - Zweden |
| 5 punten                                      | 4 punten                                                          | 3 punten                                                                                            | 2 punten                                                                                       | 1 punt                            |
| - Monaco                                      | - Oostenrijk                                                      | - Albanië                                                                                           | - Zwitserland                                                                                  |                                   |

#### Finale
| 12 punten                                                                     | 10 punten                                                          | 8 punten                                                                   | 7 punten                                        | 6 punten                                                |
| ----------------------------------------------------------------------------- | ------------------------------------------------------------------ | -------------------------------------------------------------------------- | ----------------------------------------------- | ------------------------------------------------------- |
| - Estland - IJsland - Israël - Letland - Litouwen - Polen - Rusland - Turkije | - Andorra - Portugal - Servië en Montenegro - Wit-Rusland - Zweden | - Cyprus - Finland - Kroatië - Noord-Macedonië - Malta - Slovenië - Spanje | - Griekenland - Ierland - Nederland - Noorwegen | - Bosnië en Herzegovina - Duitsland - Monaco - Roemenië |
| 5 punten                                                                      | 4 punten                                                           | 3 punten                                                                   | 2 punten                                        | 1 punt                                                  |
| - Albanië - België - Denemarken - Verenigd Koninkrijk                         | - Oostenrijk                                                       |                                                                            | - Frankrijk                                     |                                                         |

### Punten gegeven door Oekraïne

#### Halve Finale
Punten gegeven in de halve finale:
| 12 punten | Servië en Montenegro |
| 10 punten | Griekenland          |
| 8 punten  | Kroatië              |
| 7 punten  | Cyprus               |
| 6 punten  | Noord-Macedonië      |
| 5 punten  | Wit-Rusland          |
| 4 punten  | Nederland            |
| 3 punten  | Estland              |
| 2 punten  | Malta                |
| 1 punt    | Albanië              |

#### Finale
Punten gegeven in de finale:
| 12 punten | Servië en Montenegro |
| 10 punten | Rusland              |
| 8 punten  | Griekenland          |
| 7 punten  | Kroatië              |
| 6 punten  | Turkije              |
| 5 punten  | Polen                |
| 4 punten  | Cyprus               |
| 3 punten  | Noord-Macedonië      |
| 2 punten  | Zweden               |
| 1 punt    | Malta                |

2003 · 2004 · 2005 · 2006 · 2007 · 2008 · 2009 · 2010 · 2011 · 2012 · 2013 · 2014 · 2015 · 2016 · 2017 · 2018 · 2019-2020 · 2021 · 2022 · 2023 · 2024 · 2025